# Знамеровский, Альфред
Альфред Знамеровский (пол. Alfred Znamierowski; 21 июня 1940 — 23 октября 2019) — польский вексиллолог, геральдист и журналист. Автор нескольких книг и сотен эскизов гербов, флагов, знамён и печатей для более чем 200 различных муниципалитетов и учреждений.

## Биография
Родился в июне 1940 года в Варшаве. Изучал географию в Варшавском Университете. В 1965 году уехал из Польши, и в 1966—1978 годах был редактором польской службы Радио «Свободная Европа» в Мюнхене. В 1978 году он переехал в США и основал Центр Дизайна Флага в Сан-Диего, Калифорния. Он был также близким коллегой передового немецкого геральдиста Ottfried Neubecker и американского вексиллолога Уитни Смита. Знамеровский создал тысячи рисунков гербов и флагов для их книг, а также для многочисленных энциклопедий в Германии, Соединенных Штатах и Польше. Много лет он был главным художником «Бюллетеня Флагов», издаваемого Смитом, который назвал его «главным вексиллологическим художником в мире».
С 1985 до 1994 года был редактором польской службы «Голоса Америки» в Вашингтоне, округ Колумбия. В 1994 году возвратился на родину и в 1997 году основал Instytut Heraldyczno-Weksylologiczny (Институт Геральдики и Вексиллологии); с 2001 года член Международной федерации ассоциаций вексиллологов (FIAV). В 2005 году он был удостоен самой высокой вексиллологической премии — Vexillon.
Знамеровский — член Геральдической комиссии Министерства внутренних дел Польши. Хотя он известен главным образом как эксперт по геральдике и вексиллологии, он был также ведущим членом польско-американского социально-политического Движения POMOST, и Solidarność Walcząca (организаций, боровшихся за независимость Польши[от кого?]) с 1981 до 1990. В 2007 году он был награждён Золотым Крестом Заслуги.

## Труды
- Stworzony do chwały, Editions Spotkania, Warszawa 1995
- The World Encyclopedia of Flags, Anness Publishing, London 1999 (пер.: Флаги. Всемирная энциклопедия / Знамеровский, Альфред. — М.: Эксмо, 2009. — 5000 экз. — ISBN 978-5-699-32161-2.)
- Flags Through the Ages, a Guide to the World of Flags, Banners, Standards and Ensigns, Southwater, London 2000
- Flags of the World, an Illustrated Guide to Contemporary Flags, Southwater, London 2000 (пер.: Флаги мира: Иллюстрированный справочник. — БММ АО, 2002. — ISBN 5-88353-150-4.)
- World Flags Identifier, Lorenz Books, London 2001
- Flagi świata, Horyzont, Warszawa 2002
- Insygnia, symbole i herby polskie, Świat Książki, Warszawa 2003
- Herbarz rodowy, Świat Książki, Warszawa 2004
- The World Encyclopedia of Flags & Heraldry, Anness Publishing, London 2007
- Wielka księga heraldyki, Świat Książki, Warszawa 2008
- Pieczęcie i herby Śląska Cieszyńskiego, Górki Wielkie-Cieszyn 2011
- Orzeł Biały. Znak państwa i narodu, Bajka 2016
- Niezłomni, Editions Spotkania 2016
- Heraldyka i weksylologia, Arkady 2017